# Ursula Meier
Ursula Meier (Besançon, 24 de junho de 1971) é uma cineasta e roteirista francesa.